# پولیکارپ مالین
پولیکارپ مالین (انگلیسی: Policarp Malîhin؛ زادهٔ ۹ march ۱۹۵۴ (۷۱ سال)) ورزشکار اهل رومانی است.
وی در مسابقات کشوری و بین‌المللی در مجموع برندهٔ ۲ مدال نقره، ۲ مدال برنز شده‌است.